# Hitlers bom
Hitlers bom (Duits: Hitlers Bombe) is een omstreden boek van Rainer Karlsch, over de pogingen van nazi-Duitsland om kernwapens te fabriceren.

## Achtergrond
De schrijver, de Duitse economisch historicus Rainer Karlsch, liet zich naar eigen zeggen op natuurwetenschappelijk gebied bijstaan door Duitse wetenschappelijke instituten. Hij kon na de val van de muur beschikken over documenten in (Oost-)Duitse en Sovjetische archieven die niet eerder konden worden ingezien. Hij kon ook de plaatsen waar de atoomgeleerden van het Duitse Rijk werkten en experimenteerden bezoeken en onderzoeken. Op een oefenterrein in Thüringen trof hij bodemvervuiling aan die volgens hem wees op het aldaar ontploffen van wat waarschijnlijk een ontsteking van een waterstofbom is geweest. Een later onderzoek van de Physikalisch-Technische Bundesanstalt laat echter geen verhoogd stralingsniveau zien, noch afwijkende isotopen.

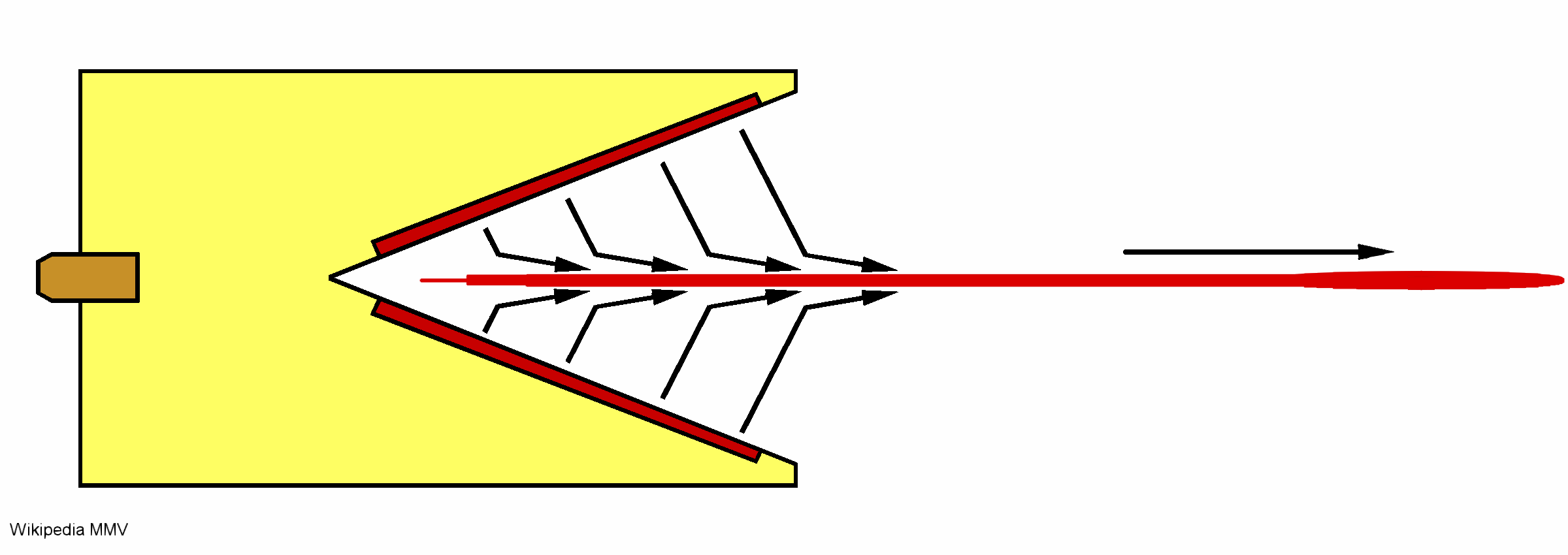
Holle lading

De ontsteking was volgens Karlsch waarschijnlijk een holle lading zoals de Duitsers die ook in de Panzerfaust gebruikten. Duitsland bezat een productieproces voor zuiver polonium dat een neutronenbron en een ontsteker voor lithium is. Een aluminium bol met lagen koolstof, laag verrijkt uranium en een reflecterende laag beryllium lijken ook te zijn gebruikt.

## Duitse atoomprojecten
In zijn memoires (Erinnerungen) had Albert Speer geschreven dat "Hitlers atoomprogramma militair van geen belang" was geweest. Dat was een halve waarheid: doordat Duitsland niet over voldoende splijtstof in de vorm van plutonium of hoogverrijkt uranium beschikte kon er geen inzetbaar arsenaal van wapens worden vervaardigd.
Toen de Duitse overheid in 1939 vroeg welke inzet nodig was om onderzoek naar kernenergie, en impliciet naar een bom, te doen vroegen de Duitse wetenschappers om een budget van enige honderdduizenden Reichsmark. In Amerika werkte men in het Manhattan-project met een budget van twee miljard Amerikaanse dollar en de inzet van 130 000 mensen. De Duitsers hadden geen besef van de schaal waarop gewerkt zou moeten worden.
De theoretische problemen waren volgens Karlsch voor een groot deel opgelost al zou de waterstofbom, cryogeen en met een massa van meer dan 2 000 kilogram, vrij lastig te vervoeren zijn geweest.
Duitsland kwam volgens Karlsch niet verder dan tekeningen en een of meer tests. Misschien is in 1944 een test aan de Oostzeekust uitgevoerd maar dit is maar door een enkele getuige beweerd: een Duitse piloot die een felle lichtflits met daaropvolgend een paddenstoelvormige wolk zag opstijgen. Zweedse waarnemers meldden op dezelfde datum dat een tijdlang geen telefoonverkeer met Berlijn mogelijk was, wat op een elektromagnetische puls veroorzaakt door een kernwapenexplosie zou kunnen wijzen. Farrell beweert verder dat de nazi's wel degelijk een soort Manhattanproject hadden onder het mom van een enorme fabriek voor kunstrubber van IG Farben bij Auschwitz met duizenden slavenarbeiders. De Duitsers haalden volgens hem ook aanzienlijke voorraden uranium uit Tsjechische mijnen en hadden aan het eind van de oorlog een flinke hoeveelheid verrijkt uranium voorhanden. Ze slaagden er niet meer in dit voor de productie van bommen te gebruiken maar de Amerikanen verscheepten dit uranium na de oorlog in het diepste geheim naar hun Manhattan-project en gebruikten het o.a. in de uraniumbom Little Boy, die op Hiroshima werd gegooid.
De sabotage van de Noorse zwaar waterproductie door Britse commando's en Noorse verzetsstrijders, de aanhoudende bombardementen op de Duitse industrie, een misverstand over de voorradigheid van zuiver grafiet, nodig voor een grafietreactor, jaloezie tussen de wetenschappers en de chaotische planning in het door Hitler onvoldoende centraal gestuurde Duitse Rijk zorgden ervoor dat er geen bruikbare, voldoende grote en stabiele, kernreactoren werden gebouwd.
De Duitse geleerden waren volgens Karlsch wel de eersten die een werkende, kritische, kernreactor bezaten. Later onderzoek weersprak deze conclusie, de reactor is niet kritisch geworden.
De Duitsers verdeelden hun atoomonderzoek, de Uranverein genoemd, over meerdere ministeries en instellingen. Daaronder waren:
- Het Reichspostministerium onder Wilhelm Ohnesorge. Het produceren van "wonderwapens" was een hobby van de Rijksminister van Posterijen. Hitler liet de man, en zijn ministerie, zijn gang gaan.
- De wetenschappelijke afdeling van de SS onder Heinrich Himmler
- Het Heereswaffenamt, de belangrijkste opdrachtgever voor wapenresearch en productie, samenwerkend met het Ministerie voor Bewapening van Albert Speer.
- Diverse universitaire instellingen
- De Kriegsmarine

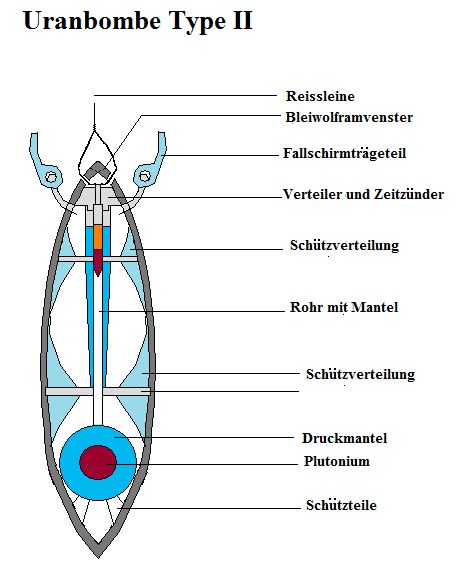
blauwdruk voor Duitse kernbom Type II 1943

Hitler besprak zijn atoomprogramma met zijn intimi en uit naoorlogse verhoren van hen blijkt dat hij tot in maart 1945 de hoop had dat een arsenaal Duitse kernwapens de Tweede Wereldoorlog alsnog in zijn voordeel kon beslissen. Hij zag wel in dat het inzetten van een of meer bommen zonder duidelijke vervolgstappen alleen maar tot zware represailles met gifgas en biologische wapens, zoals het door de Britten ontwikkelde miltvuur zou leiden. Het was dus belangrijk voor de nazi's om eerst een aantal bommen in voorraad te hebben waarmee ze de geallieerden verder konden bedreigen voordat ze er een daadwerkelijk in zouden kunnen zetten. Het idee was: een aantal bommen, vervoerd in speciaal verbouwde langeafstandsvliegtuigen of in de neus van de V2 en/of in de nog te bouwen intercontinentale Amerikaraket zou door de vernietiging van de geallieerde hoofdsteden, en het dreigement van nog meer bombardementen met kernwapens, tot een geallieerd vredesaanbod moeten leiden.

## Duits model voor een bom
In een lang na de oorlog in Duitse archieven ontdekte tekening is een door een anoniem gebleven geleerde getekende blauwdruk van een kernwapen van het in Hiroshima gebruikte model, de "kanonsloop" van de bom met de codenaam Little Boy, te vinden. De ontworpen bom is geen bruikbaar model doordat plutonium zich niet leent voor een dergelijke kanonsbuis. Het materiaal zou al te snel een kettingreactie zijn aangegaan. Een dergelijk model leent zich wel goed voor verrijkt uranium. De bom wordt in de blauwdruk als Model II aangeduid en het wapen is voorzien van een parachute.

## Onenigheid
Er is enige twijfel over de kennis van de Duitse natuurkundigen over de grootte van de kritische massa. Zij schijnen in het begin van de oorlog uitgegaan te zijn van vijftig kilogram uranium. Toen aan het einde van de oorlog een massa van vijf kilogram plutonium in combinatie met een reflector werd genoemd brak ruzie uit onder de geleerden. Zij hadden vijftig kilogram splijtbaar materiaal als een onbereikbare hoeveelheid gezien. Vijf kilogram lag ook buiten het bereik van de Duitse kerngeleerden en hun primitieve kernreactoren maar het was een gemakkelijker na te streven doel geweest.
In zijn boek geeft Rainer Karlsch een sleutelrol aan de natuurkundige Kurt Diebner, die meer bereikte dan zijn bekendere collegae Manfred von Ardenne, Otto Hahn en Werner Heisenberg. De na de ondergang van het Derde Rijk gedane bewering van de Duitse natuurkundigen dat zij "Hitler zouden hebben tegengewerkt en het onderzoek zouden hebben vertraagd om te voorkomen dat Duitsland een kernwapen kreeg" wordt door Rainer Karlsch betwijfeld maar hij kan de bewering niet geheel weerleggen.

## Test van Duitse bom?
Het is de verdienste van Rainer Karlsch dat meer bekendheid is gegeven aan een mogelijke atoomtest in de omgeving van het concentratiekamp Ohrdruf. Daar werden op 3 en 12 maart 1945 zeer zware ontploffingen gezien. Er is in getuigenverklaringen sprake van brandstapels waarop de zwaar verminkte, misschien als proefkonijnen gebruikte, gevangenen werden verbrand en van SS'ers in beschermende kleding. Het aantal doden is volgens de hoogste schattingen zevenhonderd.

## Na de Duitse capitulatie
De Westerse geallieerden en de Sovjet-Unie probeerden beide de Duitse atoomgeheimen en de verdere gegevens over de geheime projecten zoals gifgas, biologische wapens, straaljagers, radar en raketten in handen te krijgen. Ook de betrokken geleerden en technici zoals Wernher von Braun werden opgespoord en geïnterneerd. 
in 1992 gaf de Britse regering de transcripties van de afluisterprotocollen van 10 in de villa Farm Hall bij Cambridge geïnterneerde Duitse natuurkundigen vrij. De villa was uitgebreid van verborgen microfoons voorzien en om een discussie uit te lokken had men de geleerden verteld over de atoomaanval op Hiroshima. Met uitzondering van Max von Laue waren Erich Bagge, Kurt Diebner, Walther Gerlach, Otto Hahn, Paul Harteck, Werner Heisenberg, Horst Korsching, Carl Friedrich von Weizsäcker en Karl Wirtz betrokken bij het Uranverein. Ze bleken oprecht verbaasd dat de geallieerden een zo grote technische voorsprong op de Duitsers hadden gehad.
In 1992 gaf het Niels Bohr-instituut in Kopenhagen brieven van Niels Bohr vrij. Daaruit bleek dat de intenties waarmee Carl Friedrich von Weizsäcker Kopenhagen had bezocht op samenwerking bij het bouwen van een nucleair wapen waren gericht.
Rainer Karlsch kon gebruikmaken van deze en andere, na 1992 openbaar geworden bronnen zoals de in Sovjetische archieven bewaarde transcriptie van een college van Heisenberg in juni 1942 voor het Kaiser Wilhelm Institut. In aanwezigheid van Albert Speer stelde Heisenberg dat een atoombom "zo groot als een ananas" zou kunnen zijn. In zijn kritiek op het boek van Rainer Karlsch schreef Mark Walker in Physics World, dat er steeds weer onverwachte onthullingen over het Nazi-atoomonderzoek opdoken en zullen opduiken.